# Alexander Brunett
Alexander Joseph Brunett (ur. 17 stycznia 1934 w Detroit, Michigan, zm. 31 stycznia 2020) – amerykański duchowny rzymskokatolicki, arcybiskup metropolita Seattle w latach 1997–2010.

## Życiorys
Urodził się jako drugie z czternaściorga dzieci Raymonda i Cecilii z domu Gill. Po ukończeniu edukacji szkolnej został wysłany przez kardynała Mooneya na studia do Rzymu. Tam też otrzymał święcenia kapłańskie z rąk kard. Luigiego Traglii. Jako członek gwardii honorowej czuwał przy zwłokach Piusa XII po jego śmierci w październiku 1958 roku. Po powrocie do kraju służył duszpastersko w archidiecezji Detroit. Kontynuował jednocześnie studia na Marquette University, które zakończył doktoratem z teologii. Był również słuchaczem instytutów teologicznych w Jerozolimie, Paryżu i w Niemczech. W latach 70. zaangażował się w dialog ekumeniczny z żydami. Od 1990 nosił tytuł prałata honorowego Jego Świątobliwości.
19 kwietnia 1994 otrzymał nominację na ordynariusza Heleny w Montanie. Sakry udzielił mu przyszły kardynał William Levada. 28 października 1997 mianowany arcybiskupem metropolitą Seattle. Jako delegat i członek działał w różnych organizacjach ekumenicznych. Spotykał się m.in. z anglikańskimi arcybiskupami (np. Desmondem Tutu) i patriarchą Konstantynopola. 16 września 2010 roku przeszedł na emeryturę. Nadal zasiadał jednak w zarządach kilku uczelni katolickich (m.in. Mundelein Seminary i Kolegium Ameryki Płn. w Rzymie). Od października 2012 do 25 maja 2013 sprawował funkcję administratora apostolskiego diecezji Oakland w okresie sede vacante.